# Peter Machajdík
Peter Machajdik je mednarodno uveljavljen slovaški skladatelj in zvočni umetnik. *1. junij 1961, Bratislava, Slovaška.
Machajdikove skladbe so bile izvedene na številnih festivalih, med njimi: Inventionen, Berlin 1992; LakeComo Festival 2012; Festival Musica Nova, Sofia; Nuovi Spazi Musicali 1999, Roma; Hörgänge 1994 (Wiener Konzerthaus); Young Euro Classic 2004, Berlin; Early Music Festival 2011, Boston; Festival Mozart e il 2000, Assisi; Grenzenlos 1992, Berlin; Bratislava Music Festival; Festival Forfest 2010 in 2014, Kromĕřiž, “intermezzo generationis 2014” (medgeneracijska glasbena srečanja), Univerza v Ljubljani - Akademija za glasbo. 
Poustvarjalci: Slovaški komorni orkester Bohdana Warchala, Simfonični orkester Radio Slovaška, Slovenski kvartet klarinetov, Quasars Ensemble, Camerata Europea, AccoDuo, Slovak Sinfonietta, Agon Orchestra, Lugansk Philharmonic, Floraleda Sacchi (harfa), Elina Mustonen (čembalo), Jon Anderson (ex-YES), David Moss (vokalist in perkusionist), Komorni zbor Ave, Eva Černe (sopran), Nejc Avbelj (violina), Nejc Grm (accordion), Arte Quartett, Miran Vaupotić (dirigent), Gum Nanse (dirigent), Anu Tali (dirigent).
- 1989 Nagrada na 16. mednarodnem tekmovanju Luigi Russolo za skladbo ...and the earth will delight, Varese, Italija
- 1992 Štipendije DAAD Berliner Künstlerprogramm, Berlin
- 1999 petmesečna štipendija v rezidenci Künstlerhaus Schloß Wiepersdorf, Nemčija
- 2003 Artist in Residence v Künstlerhäuser Worpswede, Nemčija
- 2004 Artist in Residence v Künstlerhäuser Lukas, Ahrenshoop, Nemčija
- 2005 Nagrada Jan Levoslav Bella, Slovaška
- 2011 Artist in Residence (International Visegrad Fund), Praga, Češka
- 2013 Artist in Residence, Judenburg, Avstrija

### Orkestralna glasba
- Turbulent Times za orkester (2014)
- San José za orkester (2011)
- As the Wind in the Dunes za godalni orkester (2010)
- Namah za godalni orkester (2000)

### Komorna glasba
- Déjà-vu  za dva klavirja (2015) 5 min
- Senahh za  flavto in klavir (2015) 9 min
- Odliv za violino, violo in violončelo (2014) 8 min
- Spomaleniny za violino in klavir (2014) 8 min
- Munk za violo in klavir (2013) 12 min
- The Immanent Lines in Blue Deep za komorni orkester (2012)
- Pictures of a changing Sensibility za violino in klavir (2014) 7 min
- Wrieskalotkipaoxq za kvartet saksofonov (1997)

### Zborovska glasba
- Kyrie za mešani zbor (2011)
- Domine za mešani zbor in zvonovi (2011)
- Si diligamus invicem za mešani zbor (2002)

### Solistična glasba
- Ulity za harfo (2014)
- Tranam za violino (2014)
- Put in the Rainbow za klavir (2013)
- The Immanent Velvet za klavir (2011)
- Silent Wanderings za kitaro solo (2011)
- Linnas za klavir (2011)
- 4 Impressions za klavir (2011)
- Torqued Images za violino (2008)
- Obscured Temptations za klavir (2003)
- Nell'autunno del suo abbraccio insonne za harfo (2003)

### Elektronska in elektroakustična glasba,  radio art
- Can you hEAR me wELL?  (2013) - radio art
- KE-Art  (2013) - radio art
- Waters and Cages (2012) - zvočna instalacija
- 05.12.07.  (2007)
- The Healing Heating  (2005) - radio art
- Columbia (at this country) (2003)
- Green Pianos (1992) - zvočna instalacija
- ...and the aerth will delight (1988)

### Diskografija
- The Immanent Velvet[2], Fero Király - piano, Floraleda Sacchi - harfa, Piero Salvatori - violončelo, Guido Arbonelli - klarinet, Dušan Šujan - klavir, Daniel Garel - klavir, Ondrej Veselý - kitara (Azyl Music R266-0024-2-331)
- A Marvelous Love: New Music for Organ, Carson Cooman - orgle (Albany Records, 2012)
- Typornamento, Agon Orchestra (Guerilla Records, 2012)
- Violin solo IV., Milan Paľa - violina (Pavlík Records, 2012)
- Inside the Tree, Piero Salvatori - violončelo, Floraleda Sacchi, harfa (Amadeus Arte)[3]
- Violin solo III., Milan Paľa - violina (Pavlík Records, 2011)
- Minimal Harp, Floraleda Sacchi - harfa. (Lou Harrison; Philip Glass; Gyorgy Ligeti; Nicola Campogrande; Henry Cowell; John Cage; Peter Machajdik; Michael Nyman. (Decca Records|DECCA - Universal Music Group) 2008
- Namah, Floraleda Sacchi - harfa, Jon Anderson, David Moss, Daniel Garel, Jan Pöschl Orchestra, Icarus Quartet, Guido Arbonelli - klarinet, Jozef Lupták - violončelo (Musica slovaca, SF 0054213)[4]
- RēR Quarterly Vol.4 No.1 (RēR Records, 1994)